# Lotta al tabagismo

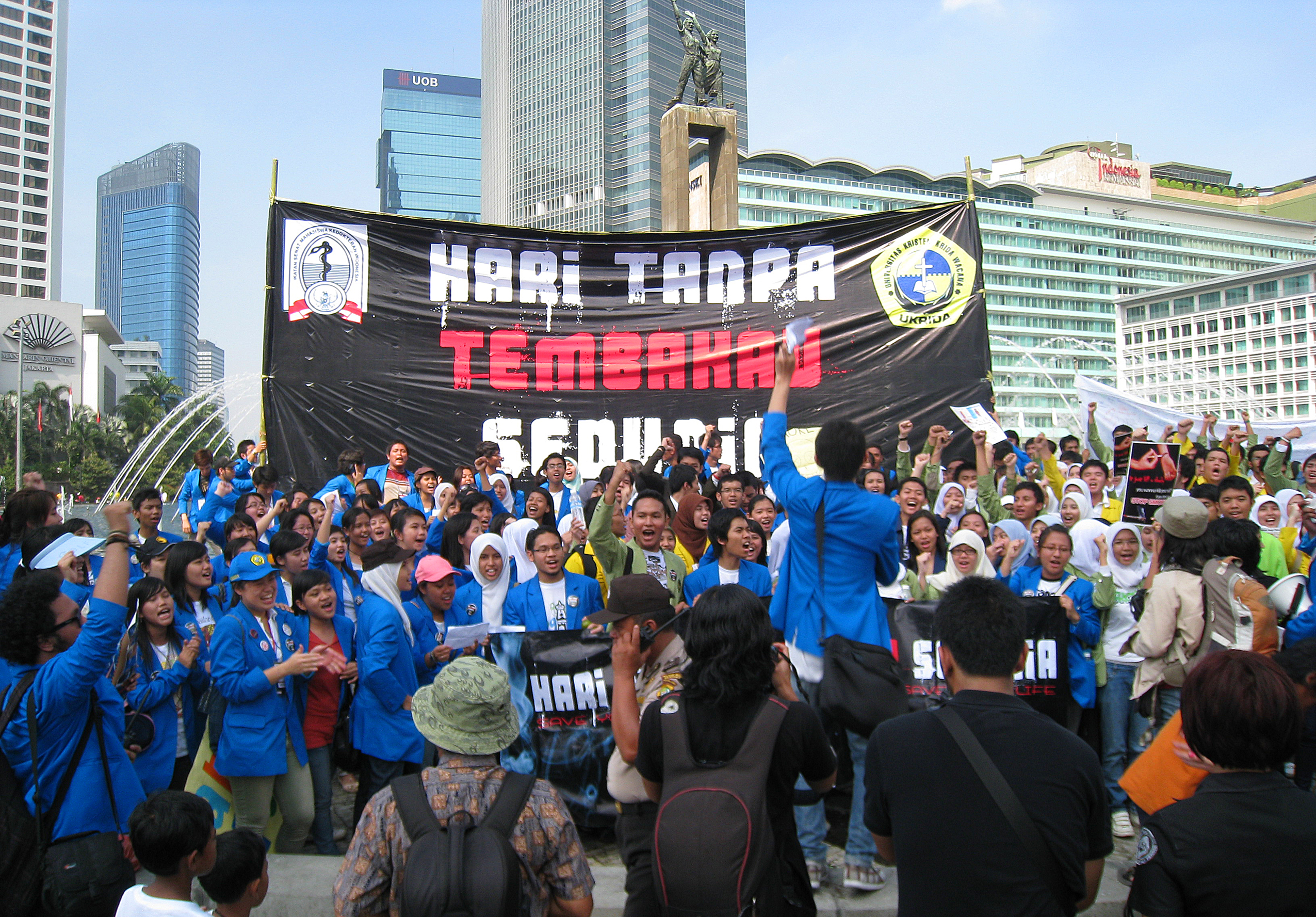
Gli studenti di medicina di Jakarta manifestano contro il tabacco il giorno precedente alla Giornata mondiale senza tabacco, presso il Bundaran Hotel Indonesia, Central Jakarta, Indonesia, 30 maggio 2010.

La lotta al tabagismo è un campo della scienza, della regolamentazione e della politica in materia di sanità, dedicato a contrastare il consumo di tabacco e quindi a ridurre la morbilità e la mortalità che provoca. Dal momento che la maggior parte delle sigarette, sigari e narghilè contengono tabacco, la lotta al tabagismo impatta anche su queste. Le sigarette elettroniche non contengono tabacco, ma (spesso) contengono nicotina e possono essere quindi associate. Il controllo del tabacco è un'area prioritaria per l'Organizzazione mondiale della sanità (OMS), attraverso la Convenzione quadro dell'OMS per la lotta al tabagismo.

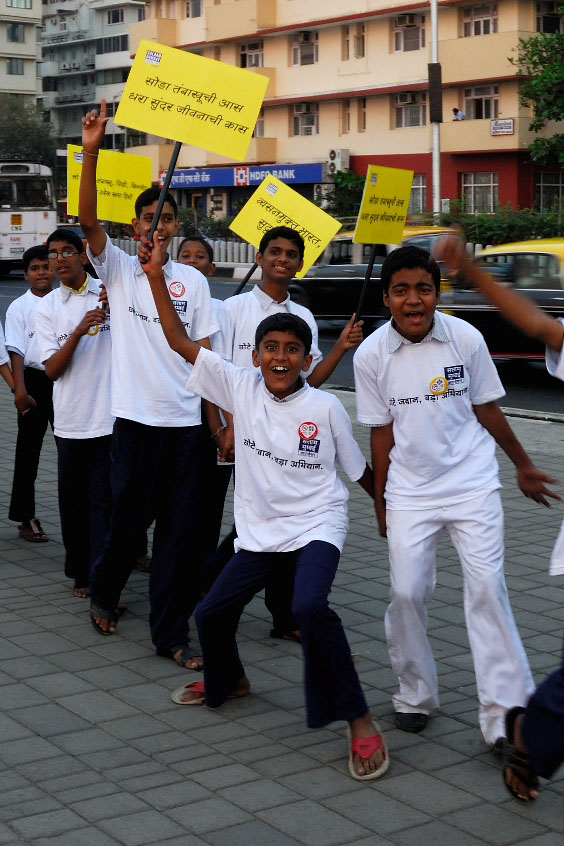
Attivisti della lotta al tabagismo a Mumbai, 2009

## Connotazioni

### Positive
Il campo della lotta al tabagismo comprende l'attività di diversi enti sanitari, politici e legali e di organismi di lobbying in tutto il mondo. Ci volle del tempo per unirsi in una coalizione sufficientemente organizzata per far avanzare misure come la Convenzione quadro dell'OMS per la lotta al tabagismo, e il primo articolo della prima edizione della rivista Tobacco Control suggeriva che lo sviluppo come movimento organizzato era effettivamente necessario al fine di attuare azioni efficaci per far fronte agli effetti dell'uso del tabacco sulla salute.

### Negative
Il movimento per la lotta al tabagismo è stato anche definito movimento anti-fumo da alcuni che non sono d'accordo con il movimento, come documentato nei memorandum interni dell'industria del tabacco.

## Storia antica della lotta al tabagismo
I primi tentativi di limitare le conseguenze sulla salute dell'uso del tabacco, sono seguiti alla sua introduzione in Europa. Il regno pontificio di tredici giorni di papa Urbano VII introdusse le prime restrizioni al mondo sull'uso del tabacco nel 1590 quando minacciò di scomunicare chiunque "facesse uso di tabacco sotto il portico o all'interno di una chiesa, che si trattasse di masticarlo, fumarlo con pipa o inalarlo in forma di polvere". Le prime restrizioni in tutta la città europee furono attuate in Baviera, a Kursachsen e in alcune parti dell'Austria alla fine del XVII secolo.
In Gran Bretagna nel 1604 l'abitudine ancora nuova di fumare incontrò un'opposizione reale, quando il re Giacomo I scrisse A Counterblaste to Tobacco, descrivendo il fumo come: "Un custode ripugnante agli occhi, odioso al naso, dannoso per il cervello, pericoloso per i polmoni, e nel loro fumo puzzolente nero, la più stretta somiglianza al fumo dell'orribile Stigian del pozzo senza fondo." Il suo commento è stato accompagnato da un medico dello stesso periodo, che scriveva sotto lo pseudonimo di "Filarete", che oltre a spiegare gli effetti nocivi del tabacco sotto il sistema dei quattro umori, attribuiva un motivo infernale alla sua introduzione, spiegando la sua avversione per il tabacco come radicato su otto "ragioni e argomenti principali" (nella loro ortografia originale):
Più tardi nel diciassettesimo secolo, Sir Francis Bacon identificò le conseguenze della dipendenza dall'uso del tabacco, osservando che "sta crescendo molto e conquista gli uomini con un certo piacere segreto, in modo che quelli che una volta si sono abituati a quel momento non possano in alcun modo trattenersi".
Il fumo era vietato a Berlino nel 1723, a Königsberg nel 1742 e a Stettino nel 1744. Queste restrizioni furono abrogate nelle rivoluzioni del 1848. Nella Germania degli anni '30, la ricerca scientifica per la prima volta rivelò una connessione tra cancro ai polmoni e fumo, quindi l'uso di sigarette e fumo fu fortemente scoraggiato da una pesante campagna anti-fumo sponsorizzata dal governo.

## Origini della moderna lotta al tabagismo
Dopo la seconda guerra mondiale, la ricerca tedesca fu efficacemente messa a tacere a causa della facile associazione con il nazismo. Tuttavia, il lavoro di Richard Doll nel Regno Unito, che nel 1952 identificò nuovamente il nesso causale tra fumo e cancro ai polmoni, e riportò questo argomento all'attenzione. Controlli parziali e misure regolamentari alla fine sono seguite in gran parte del mondo sviluppato, compresi i divieti pubblicitari parziali, l'età minima di vendita richiesta e le avvertenze di base sulla salute sull'imballaggio del tabacco. Tuttavia, nei primi tre decenni dopo la scoperta di Richard Doll, la diffusione del fumo e le relative patologie associate hanno continuato ad aumentare nel mondo, con i governi a volte riluttanti a ridurre un'abitudine molto popolare - e gli sforzi di disinformazione sempre più organizzati dall'industria del tabacco e dei loro delegati (trattati più dettagliatamente in seguito). La realizzazione ha visto gradualmente che gli effetti sulla salute del fumo e dell'uso del tabacco erano suscettibili solo a una risposta politica articolata su più fronti che combinava messaggi sanitari positivi e assistenza medica per smettere di usare il tabacco ed efficaci restrizioni al marketing, come inizialmente indicato in una panoramica del 1962 dal British Royal College of Physicians e il rapporto del 1964 del Surgeon General degli Stati Uniti.
La relazione del comitato consultivo del 1964 al Surgeon General ha rappresentato un documento fondamentale che presentava una sintesi obiettiva delle prove delle conseguenze sulla salute del fumo in base a criteri causali. Il rapporto concludeva che il fumo di sigaretta era una causa di cancro ai polmoni e aveva una portata sufficiente a giustificare "azioni correttive" a livello sociale. Il processo di relazione del Surgeon General è un esempio duraturo di salute pubblica basata sull'evidenza nella pratica.

## Lotta approfondita al tabagismo
Il concetto di controllo del tabacco su più fronti e quindi "globale" è emerso attraverso progressi accademici (ad esempio la rivista dedicata alla lotta al tabagismo), gruppi di sostegno senza fini di lucro come l'azione sul fumo e la salute e iniziative politiche del governo statunitense. Inizialmente i progressi sono stati notevoli a livello statale e nazionale, in particolare con la legislazione pionieristica sui luoghi pubblici senza fumo introdotta a New York City nel 2002 e nella Repubblica d'Irlanda nel 2004 e gli sforzi del Regno Unito per incapsulare gli elementi cruciali dell'attività di controllo del tabacco nel "Approccio a sei filamenti" del 2004 (per realizzare l'approccio congiunto definito nel libro bianco "Smoking Kills") e il suo equivalente locale, i "sette esagoni del controllo del tabacco". Questa serie di organismi per la ricerca sanitaria e lo sviluppo politico ampiamente organizzati hanno poi formato la Framework Convention Alliance per negoziare e sostenere il primo trattato internazionale sulla salute pubblica, la Convenzione quadro dell'OMS per la lotta al tabagismo o, in breve, FCTC.
La FCTC obbliga i firmatari a far progredire l'attività sull'intera gamma di fronti di controllo del tabacco, compresa la limitazione delle interazioni tra i legislatori e l'industria del tabacco, l'imposizione di tasse sui prodotti del tabacco e la riduzione della domanda, proteggendo le persone dall'esposizione al fumo passivo nei luoghi di lavoro interni e luoghi pubblici attraverso il divieto di fumo, la regolamentazione e la divulgazione dei contenuti e delle emissioni dei prodotti del tabacco, la pubblicazione di avvertenze sanitarie altamente visibili sull'imballaggio del tabacco, la rimozione di etichette ingannevoli (ad esempio "light" o "lievi"), il miglioramento della consapevolezza pubblica delle conseguenze del fumo, il divieto di tutta la pubblicità del tabacco, l'offerta di programmi di cessazione, efficaci contromisure al contrabbando di prodotti del tabacco, limitazione delle vendite ai minori e relativa ricerca e condivisione delle informazioni tra i firmatari.
L'OMS ha successivamente prodotto un riassunto applicabile a livello internazionale e ora ampiamente riconosciuto degli elementi essenziali della strategia di lotta al tabagismo, pubblicizzato come strategia mnemonica MPOWER. Le sei componenti che ne costituiscono l'acronimo sono:
M onitorare i criteri di utilizzo di tabacco e prevenzione,
P roteggere le persone dal fumo di tabacco,
O ffrire aiuto per uscire l'uso del tabacco,
W arn (allertare) sui pericoli del tabacco,
E stendere i divieti sulla pubblicità del tabacco, la promozione e la sponsorizzazione,
R accogliere maggiori imposte sul tabacco.
Nel 2003, l'India approvò la legge sul Divieto di pubblicità e regolamentazione del commercio e della produzione, produzione, fornitura e distribuzione, il divieto di fumare in luoghi pubblici e altre normative sul commercio dei prodotti del tabacco. Nel 2010, il Bhutan ha approvato il Tobacco Control Act del Bhutan 2010 per regolamentare il tabacco e i prodotti del tabacco, vietando la coltivazione, la raccolta, la produzione e la vendita di tabacco e prodotti del tabacco in Bhutan.

### Politiche di lotta al tabagismo

#### Stati Uniti

##### Restrizioni per età
Le politiche sul tabacco che limitano la vendita di sigarette ai minori e limitano il fumo nei luoghi pubblici sono strategie importanti per dissuadere i giovani dall'accesso e dal consumo di sigarette. Tra i giovani negli Stati Uniti, ad esempio, rispetto agli studenti che vivono in stati con rigide normative, i giovani adolescenti che vivono in stati senza restrizioni o minimi, in particolare gli studenti delle scuole superiori, hanno maggiori probabilità di essere fumatori quotidiani. Questi effetti sono stati ridotti quando le regressioni logistiche sono state adeguate alle caratteristiche socio-demografiche e al prezzo delle sigarette, suggerendo che un aumento dei prezzi delle sigarette può scoraggiare i giovani ad accedere e consumare sigarette indipendentemente da altre misure di controllo del tabacco.

##### Etichette di avvertimento grafiche
I fumatori non sono pienamente informati sui rischi del fumo. Gli avvisi grafici, più ampi e più completi nei contenuti sono più efficaci nel comunicare i rischi per la salute del fumo. I fumatori che hanno notato gli avvertimenti avevano una probabilità significativamente maggiore di promuovere i rischi per la salute, incluso il cancro ai polmoni e le malattie cardiache. Nei casi dove le politiche di etichettatura differivano tra i vari Paesi, i fumatori che vivevano in Paesi con avvertenze grafiche hanno riferito maggiori conoscenze sulla salute.
Le etichette grafiche di avvertimento sui pacchetti di sigarette sono notate dalla maggior parte degli adolescenti, aumentando l'elaborazione cognitiva di questi messaggi da parte degli adolescenti e sviluppando il potenziale per ridurre le intenzioni di fumare. Sulla base di ricerche approfondite sugli adolescenti negli Stati Uniti, l'introduzione di etichette grafiche di avvertimento ha notevolmente ridotto il fumo tra gli adolescenti.

#### Australia
In Australia un pacchetto di sigarette costa 50 dollari, in conformità ai consigli dell'Organizzazione mondiale della sanità che ha verificato come l'aumento del costo delle sigarette è il più efficace deterrente, inoltre è vietata la coltivazione del tabacco.

#### Altri paesi
Messaggi di avvertimento sull'imballaggio del tabacco e divieti di fumo sono stati implementati in paesi di tutto il mondo. Altri hanno implementato politiche ancora più complete.

## Accoglienza e ulteriore collaborazione internazionale
Ora, un elemento accettato dell'arena della salute pubblica, le politiche e le attività di controllo del tabacco sono state ritenute efficaci in quelle amministrazioni che le hanno attuate in modo coordinato.
La comunità di lotta al tabagismo è organizzata a livello internazionale, così come il suo principale avversario, l'industria del tabacco (a volte definita "Big Tobacco"). Ciò consente la condivisione di pratiche efficaci (sia di sostegno che regolamentative) tra Stati sviluppati e in via di sviluppo, ad esempio attraverso la Conferenza mondiale sul tabacco o sulla salute che si tiene ogni tre anni. Tuttavia, permangono alcune lacune significative, in particolare il fallimento nel ratificare la FCTC negli Stati Uniti e in Svizzera (entrambe basi delle compagnie internazionali del tabacco e, nel primo caso, un grande produttore di tabacco).

### Rivista
Tobacco Control è anche il nome di una rivista pubblicata da BMJ Group (l'editore del British Medical Journal ) che studia la natura e le implicazioni dell'uso del tabacco e l'effetto dell'uso del tabacco sulla salute, sull'economia, sull'ambiente e sulla società. A cura di Ruth Malone, professore e presidente del Dipartimento di Scienze sociali e comportamentali, Università della California, San Francisco, è stato pubblicato per la prima volta nel 1992.

## Opposizione
L'opposizione diretta e indiretta da parte dell'industria del tabacco continua, ad esempio attraverso gli sforzi dell'industria del tabacco in materia di disinformazione attraverso scienziati sottomessi e operazioni di contro-difesa "astroturfing" come FOREST.